# Fasti triumphales
Pour les articles homonymes, voir Fastes (homonymie).

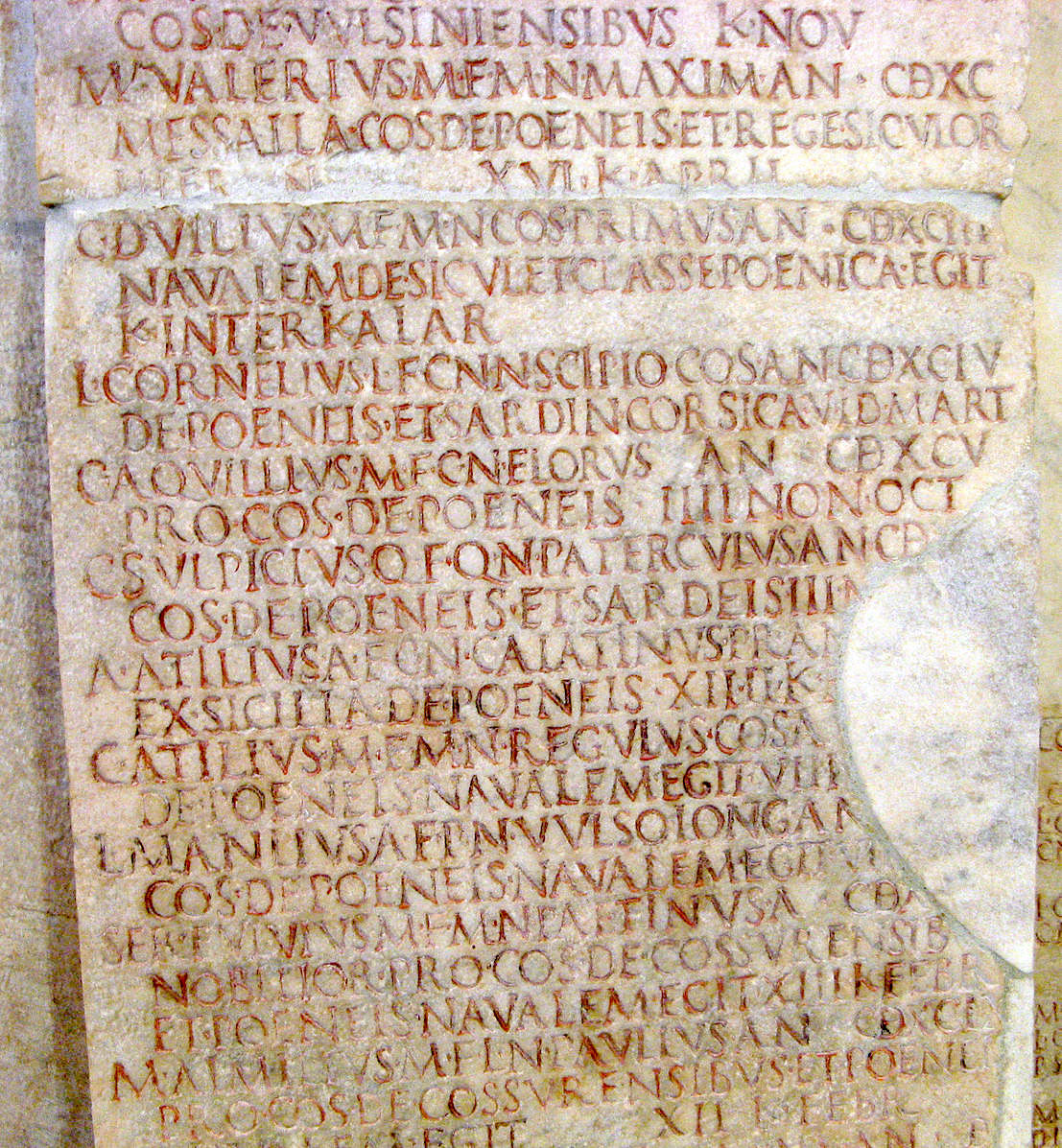
Fastes triomphaux, fragment XX concernant les triomphes de la première guerre punique et débutant avec le triomphe de C. Duilius en 260 av. J.-C - Musei Capitolini, Rome

Les Fasti triumphales sont des tables de pierre donnant la liste des triomphes effectués par les magistrats de la Rome antique. Elles furent publiées sous Auguste en 12 av. J.-C. avec les fasti Capitolini. Ils contenaient une liste de généraux victorieux depuis la fondation de Rome jusqu'au principat d'Auguste. Ils sont conservés dans une plus ample inscription près des musées du Capitole à Rome.

## Contenu
Les Fasti triumphales enregistrent plus de deux cents triomphes, en commençant par les trois triomphes mythique de Romulus en 753 av. J.-C., et se terminant au triomphe de Lucius Cornelius Balbus en 19 av. J.-C..
Les entrées intactes donnaient le nom officiel, y compris la filiation (prénom du père et grand-père) du triomphateur (vir triumphalis), le nom du peuple(s) ou de la province où le triomphe a été obtenu, et la date effective de la procession solennelle dans l'Urbs. Des fragments de date et de style similaire trouvés à Rome et en Italie semblent avoir été faits sur le modèle des Fasti érigés par Auguste, et permettent de combler certaines lacunes.
En 40 av. J.-C., Octave et Antoine innovent en célébrant une ovatio pour avoir conclu la paix de Brindes entre eux. Pour la première fois, on ne commémore pas une victoire militaire obtenue lors d'une guerre sur un ennemi étranger, mais un accord entre deux factions romaines adverses.
L'édition moderne standard est celle d'Attilio Degrassi, dans ses Inscriptiones Italiae, volume XIII, fasc. 1 (Rome, 1947). La liste des triomphes républicains est reprise en Annexe 1 de l'ouvrage Victoires et triomphes à Rome de Claudine Auliard.

## Liste

### Époque monarchique
- 752/751 av. J.-C.: Romulus, fils de Mars, roi, a triomphé de la population de Caenina (les Ceninensins)[6],[7],[8], le jour des Calendes de Mars (1er mars)
- 752/751 av. J.-C.: Romulus, fils de Mars, roi, a triomphé pour la deuxième fois sur les habitants d'Antemnae (les Antemnates)[7],[9]
- Onze lignes, où sont rapportés les succès suivants:

1. Romulus sur les Crustuminins[7],[9] (Crustumerium)
2. Romulus sur les Sabins[7],[9]
3. Romulus sur la cité de Médullia[10]
4. Romulus sur la cité de Fidènes[7], après la mort de Titus Tatius (a eu lieu après cinq années de son règne, autour de 748/746 av. J.-C.[11])
5. Romulus sur la cité de Cameria, seize ans après la fondation de Rome[12],[10] (737/736 av. J.-C.)
6. Romulus sur les Étrusques (Véies), sur le territoire de Septem pagi[10],[7], après la victoire sur Fidènes (célébrée aux Ides d'octobre)[11]